# Akeboshi (песня)
«Akeboshi» (яп. 明け星 Акэбоси, «Утренняя звезда») — песня, записанная японской певицей LiSA и выпущенная 18 октября 2021 года. Песня стала первой заглавной темой аниме-сериала «Истребитель демонов: Поезд „Бесконечный“». Она попала на первое место в чартах Oricon Daily Digital Singles Chart с 36 062 загрузками в первый день. Песня также заняла первое место в Japan Hot 100 и 107-е в Billboard Global 200.

## Создание и выход
25 сентября 2021 года на официальном сайте LiSA появилась информация о том, что она исполнит заглавную и конечную темы для аниме-сериала «Истребитель демонов: Поезд „Бесконечный“», премьера которого состоится 10 октября 2021 года. «Akeboshi» стала заглавной темой, а «Shirogane» — конечной. Обе песни были выпущены в виде сингла в формате «дубль А» 17 ноября 2021 года. 18 октября 2021 года, до выхода сингла, «Akeboshi» стала доступна для загрузки.

## Композиция
«Akeboshi» сыграна на клавишных в тональности до-диез мажор, размере 4/4 и ритме 95 BPM, длится 4 минуты и 29 секунд. Автором и композитором стала Юки Кадзиура. Песня начинается со вступления на струнных, несущего атмосферу фантазии, меланхолии и загадочности; в середине песни отражаются гитарные риффы. Мелодия схожа с песней «I Beg You» певицы Aimer, которую также написала Кадзиура. LiSA называла «Akeboshi» песней о личных мыслях, надеждах и проклятиях.

## Видеоклип
Видеоклип на песню «Akeboshi», снятый Масакадзу Фукацу, вышел 7 ноября 2021 года. Основанный на мировоззрении песни, он выражает «надежду посреди хаоса». По сюжету LiSA исполняет песню в железнодорожном тоннеле, освещённом фонарями, и на ночной поляне в окружении языков пламени. Это перемежается с изображениями из жидкостей под названием «Alive Painting» (с англ. — «Живые картины»), написанными художником Акико Накаямой. По состоянию на май 2022 года клип на «Akeboshi» набрал на YouTube более 20 млн просмотров.

## Участники записи
- LiSA — вокал
- Юки Кадзиура — автор текста, композитор, дирижёр, клавишные, программирование
- Томохару Такахаси — бас-гитара
- Коити Корэнага — гитара
- Кёити Сато — ударные
- Хитоси Конно — струнные
- Такаси Койва — запись, сведение
- Нобуюки Мураками — запись
- Мио Хирай — ассистент звукорежиссёра

## Чарты
| Чарт (2021)                                          | Высшая позиция |
| ---------------------------------------------------- | -------------- |
| Мир (Billboard Global 200)                           | 107            |
| Япония (Billboard Japan Hot 100)                     | 1              |
| Япония Hot Animation (Billboard Japan)               | 1              |
| Япония (Oricon) · Akeboshi / Shirogane               | 4              |
| Japan Combined Singles (Oricon) Akeboshi / Shirogane | 3              |
| США World Digital Song Sales (Billboard)             | 19             |

| Чарт (2021)                            | Высшая позиция |
| -------------------------------------- | -------------- |
| Japan (Oricon) Akeboshi / Shirogane    | 74             |
| Japan Hot Animation (Billboard Japan)  | 16             |
| Чарт (2022)                            | Позиция        |
| Japan Hot Animation (Billboard Japan)  | 20             |
| Japan Download Songs (Billboard Japan) | 23             |

## Продажи и сертификации
| Япония (RIAJ) Физический | Золотой    | 100 000^    |
| Япония (RIAJ) Цифровой | Платиновый | 250 000*    |
| Стриминг |            |             |
| Япония (RIAJ) | Золотой    | 50 000 000† |
| (* данные о продажах, основанные только на сертификации) (^ данные о партиях основаны только на сертификации) († продажи+стриминг, основанные только на сертификации) |            |             |

## Награды
| Премия              | Год  | Категория  | Результат | П.     |
| ------------------- | ---- | ---------- | --------- | ------ |
| Japan Record Awards | 2021 | Песня года | Победа    | [ 25 ] |